# Custodia

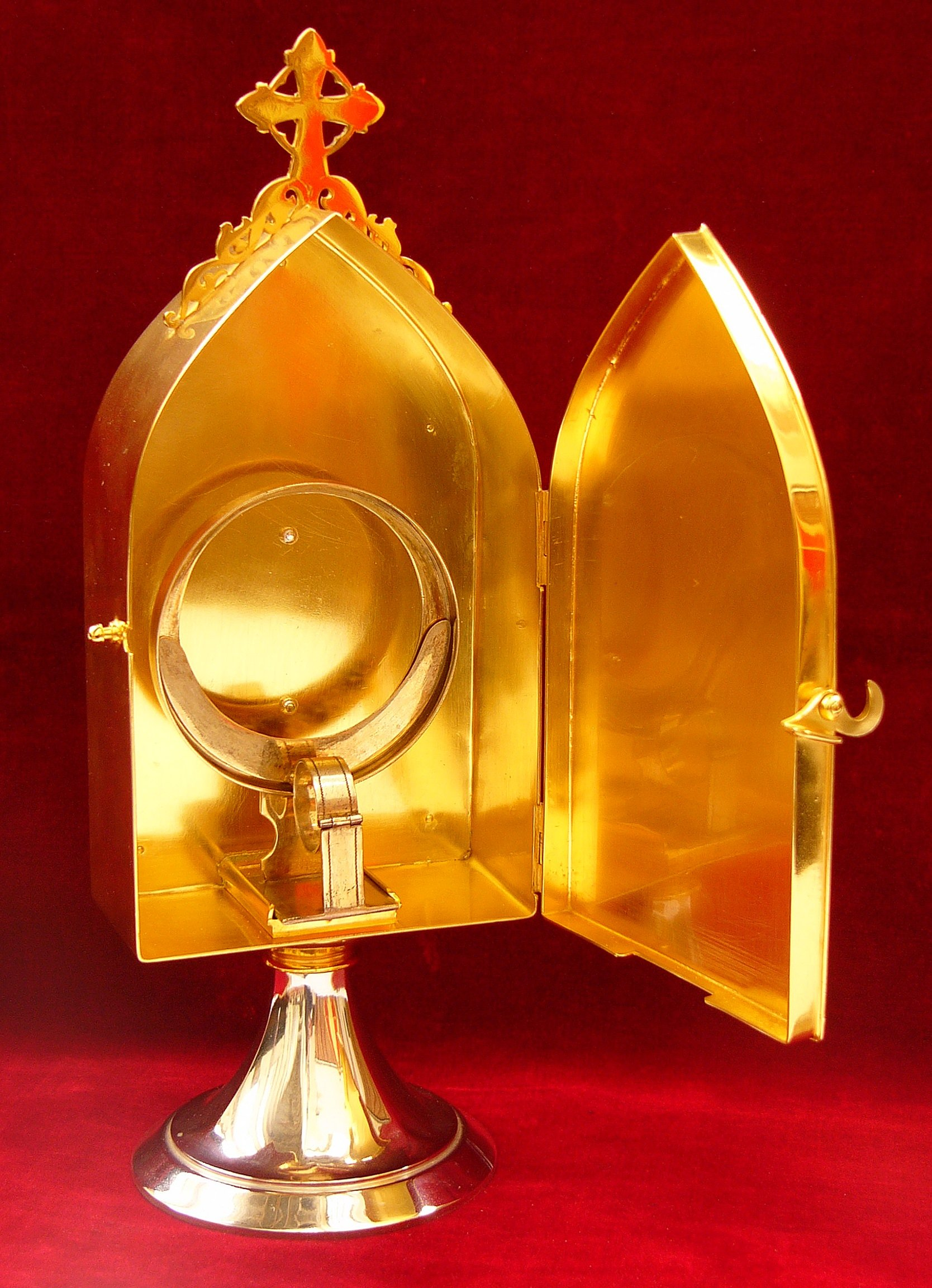
Eine geöffnete Custodia, in der Mitte die Lunula

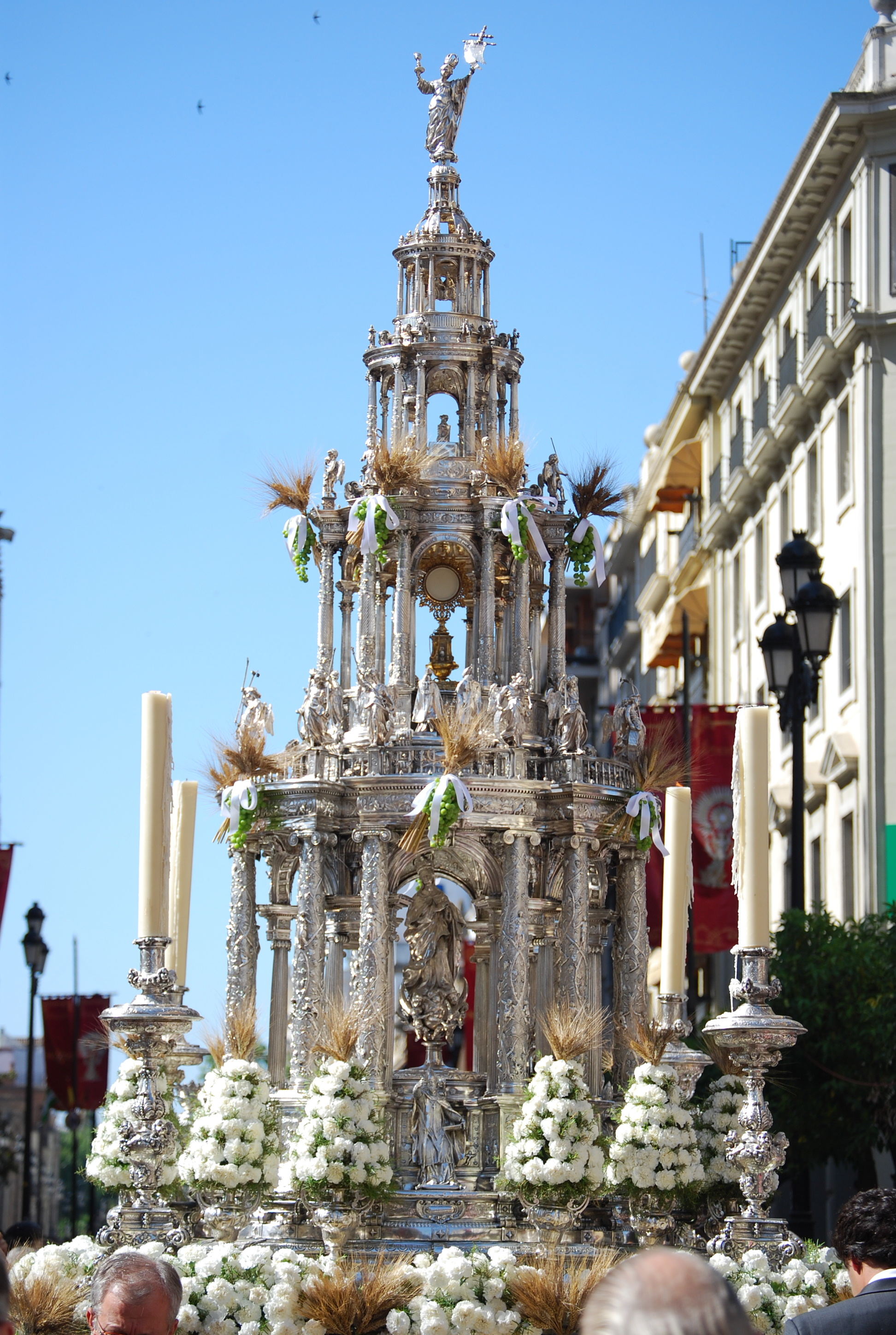
Die 3,33 m hohe silberne Custodia der Kathedrale von Sevilla bei einer Sakramentsprozession

Eine Custodia, auch Kustodia, von lat. custodire „bewachen, (be)schützen“, ist ein Gefäß zur Aufbewahrung oder zum Zeigen des in der Heiligen Messe gewandelten Allerheiligsten. 

## Custodia als Repositorium
Vorwiegend im deutschen Sprachgebrauch ist die Custodia ein Sakramentsbehälter, in dem die für die Aussetzung des Allerheiligsten oder eine Sakramentsprozession bestimmte große Schauhostie im Tabernakel aufbewahrt (reponiert, von lat. reponere „zurücksetzen“) wird. Sie ist ein undurchsichtiges, häufig rundes Kästchen aus Edelmetall auf einem Standfuß und meistens mit Gold verziert. Die Hostie steht mit einem Träger, der Lunula, auf einer Schiene in der Custodia und wird zur Aussetzung mit dieser in die Monstranz eingesetzt.
Die Custodia ist heute entbehrlich, da die Schauhostie entweder in der der Prozession oder Aussetzung vorangehenden Heiligen Messe konsekriert oder im Ziborium mit den anderen Hostien aufbewahrt wird.

## Custodia als Monstranz
Im Spanischen wird mit custodia die Monstranz bezeichnet. Eine Sonderform ist die Custodia als bis zu 3,30 m hohes, turmartiges Gehäuse mit oft mehreren Geschossen, in dem die geweihte Hostie bei Sakramentsprozessionen auf einem Wagen mitgeführt wird.